# Cookie Mueller
Cookie Mueller, vero nome Dorothy Karen Mueller (Baltimora, 2 marzo 1949 – New York, 10 novembre 1989), è stata un'attrice e scrittrice statunitense.

## Biografia
Mueller recitò in numerosi lavori di John Waters come Multiple Maniacs, Pink Flamingos, Female Trouble e Nuovo punk story.
Nel suo libro, Shock Value, John Waters onora Mueller con il titolo del suo film del 1974, Female Trouble. Quando essa dovette andare in un ospedale per un'infiammazione pelvica a Provincetown, Waters e Mink Stole visitarono Mueller. "Cosa succede, Cook?" chiese Waters. "Just a little female trouble, hon" ("è solo un piccolo problema femminile") disse.
Dal 1976 fino alla sua morte, rimase una stretta amica, collaboratrice artistica e soggetto fotografico di Nan Goldin. Goldin creò e espose The Cookie Portfolio 1976-1989, una serie di 15 ritratti, dopo la morte di Mueller. Una fotografia, "Cookie and Vittorio's Wedding" (1986) documenta il matrimonio di Mueller con Vittorio Scarpati, morto di AIDS pochi mesi prima della moglie.
Mueller scriveva la sua rubrica 'Ask Dr. Mueller' per il East Village Eye e in seguito divenne critico d'arte per  Details. Il libro di Mueller, Ask Doctor Mueller (1996), una collezione dei suoi scritti, Walking Through Clear Water in a Pool Painted Black (1990), delle memorie, e Garden of Ashes (1990) sono diventati dei classici cult. Altri lavori includono la novella Fan Mail, Frank Letters and Crank Calls, (1988) e altre numerose opere in prosa.
Morì a causa di una malattia causata dall'AIDS, il 10 novembre 1989 a New York City, all'età di 40 anni.